# Ingvild Bakkerud
Ingvild Bakkerud (født 9. juli 1995 i Kongsberg, Norge) er en norsk håndboldspiller, der spiller for Ikast Håndbold i Damehåndboldligaen og Norges kvindehåndboldlandshold.
Bakkerud nåede at spille 29 landskampe og score 40 mål for norske U/17-landshold, med hvem hun også vandt bronzmedaljer med ved U/18-VM i håndbold 2012 i Montenegro. Hun fik efterfølgende sin debut på det norske B-landshold i marts 2014. Den 30. maj 2018 fik hun så sin officielle debut på A-landsholdet.
Bakkerud deltog for første gang ved en slutrunde for Norge ved VM i håndbold 2019 i Japan, hvor det norske landshold blev nummer fire.
Hun skiftede i sommeren 2020 til topklubben Herning-Ikast Håndbold, efter to sæsoner i Odense Håndbold hvor hun fik sin debut i EHF Champions League.
Hendes storesøster, Henriette Bakkerud, spiller også håndbold for Hokksund IL

## Meritter
- Ungdoms-VM i håndbold:
  - Bronze: 2012
- Damehåndboldligaen:
  - Sølv: 2020
  - Bronze: 2019, 2021, 2022
- DHF's Landspokalturnering:
  - Finalist: 2018, 2019